# Donald E. Williams
Donald Edward Williams, född 13 februari 1942 i Lafayette, Indiana, död 23 februari 2016, var en amerikansk astronaut uttagen i astronautgrupp 8 den 16 januari 1978.

## Rymdfärder
- STS-51-D
- STS-34